# Friedrich-Wilhelm Hauck
Friedrich-Wilhelm Hauck, nemški general, * 10. januar 1897, † 15. april 1979.